# 北55線
北55線 荖阡坑－洲子，是位於新北市的一條鄉道，北起新北市五股區荖阡坑，南至新北市五股區洲子，全長6.625公里。此路線於1961年即編為臺北縣鄉道公路北54線，路線至今僅改變編號並在每次公路普查中陸續往北加入新闢路線而已。原使用北55線編號之道路為今日中直路，當時唯一端點在凌雲路口，無法通到民義路。

## 路線說明
北55線路輻不寬，全線僅接近終點前的一段有雙線道水準，其餘路段均為寬度三公尺上下的單線道。絕大部分路線均位於墓地，因此為清明節掃墓期間為本線使用率最高的時期。其它時間本線使用率不高，路面狀況、品質亦不如觀音山區其它的鄉道公路。本線大部份路段路名為御史路，路名取自本線中段的最大聚落御史坑。
起點後一小段為中直路，可循中直路接凌雲路、台64線，此路之部份亦曾編為台北縣鄉道公路。北55線需於御史路口右轉續行，起點牌面遭誤插設於此路口。進入御史路後因地形相對平坦，兩側皆為墓群，有時又短暫進入樹林。此路段路輻極窄，會車不易，雨後常有積水，就是晴天路面上也有一層薄薄的沙土，可見其低使用率。至民義路二段52巷口處會接上一段陡降坡，至2.5公里處可展望谷對面的民義路，附近的田寮坑產業道路口處設有該產業道路的開闢紀念碑。
山區路段有時為克服地形之起伏架橋跨過山溝。在進入約四公里處後，下到御史坑溪旁，並進入聚落「御史坑」。之後過御史路92巷口，便離開山區路段，下來平地並有了高樓、老舊公寓參雜的住宅區，御史路的寬度也變寬。在原終點附近新開了一段較寬的路取代原較窄的御史路之運輸功能，但鄉道仍以原窄路為正式路線。
本線在1921年地圖上可見御史坑至洲子間道路已成形，1961年被編入鄉道時則又新增了旗杆湖至御史坑間路段，後來經陸續幾年的闢建才如今全線貫通。
新北市
- 五股區：五股坑（起點，北53線）→ 中直路 → 御史路右轉進入此路 → 旗杆湖 → 御史路 → 洲子（終點，107線岔路）

## 歷史沿革
| 北55線歷史沿革 | 北55線歷史沿革                                                         | 北55線歷史沿革                                                         |
| 年代           | 本編號沿革                                                             | 本路線沿革                                                             |
| -------------- | ---------------------------------------------------------------------- | ---------------------------------------------------------------------- |
| 1961年         | 中坑－直坑間0.695km                                                    | 當時為北54線（旗杆湖－御史坑間3.63km）                                 |
| 1976年         | 起點延長至荖阡坑，共1.937km                                            | 因應御史路增長而北移起點，全線共5.503km。終點地名改為洲子。            |
| 1983年         | 原北55線解編為一般道路（中直路）；原北54線打通至民義路口並改編為北55線 | 原北55線解編為一般道路（中直路）；原北54線打通至民義路口並改編為北55線 |

## 沿線設施
- 公墓
- 田寮坑產業道路誌碑
- 御史坑（沿線最大聚落與路名來源）
- 聚福宮

第三、第四公里處有里程碑

## 連接道路
- 北53線
- 107線

## 外部連結
- 北55鄉道 - 送終筆記本之絕命劇終站 （页面存档备份，存于）
- 北55鄉道探訪 - 無拘無束的巴士愛樂團 （页面存档备份，存于）